# Sheridan's Pride
Sheridan's Pride è un cortometraggio muto del 1914 diretto da Grace Cunard e Francis Ford.

## Produzione
Il film fu prodotto dall'Universal Film Manufacturing Company (con il nome Joker).

## Distribuzione
Distribuito dall'Universal Film Manufacturing Company, il film uscì nelle sale cinematografiche USA il 4 marzo 1914.